# Buji Ferenc
Buji Ferenc (Nyíregyháza, 1962–) magyar filozófiai író, műfordító, szerkesztő, a tradicionális létszemlélet egyik ismert magyar képviselője.

## Élete, munkássága
Tanulmányainak elvégzése után tíz évig betanított munkásként dolgozott, majd ismét tíz évig a nyíregyházi Szent Atanáz Görögkatolikus Hittudományi Főiskola könyvtárának volt a vezetője.
Jelenleg kizárólag irodalmi tevékenységgel foglalkozik. Termékeny szerző, ezidáig öt saját kötete, nyolc fordításkötete, közel ötven tanulmánya, esszéje, publicisztikája, valamint több mint húsz kisebb fordítása jelent meg. Írásaiban elsősorban a metafizikai tradíció, a misztika, a spiritualitás és a kereszténység témáival foglalkozik, de tollából jelentek már meg aktuálpolitikával kapcsolatos reflexiók is. Munkáinak nagy része főleg keresztény és konzervatív szellemiségű lapokban (Igen, Műhely, Magyar Szemle, Új Forrás, Életünk stb.) került publikálásra, de néhány tanulmányt kifejezetten a magyar tradicionális iskola orgánumainak (pl. Tradíció évkönyvek, Axis Polaris) írt meg.
Esszéírói munkássága mellett műfordítói és szerkesztői tevékenysége is jelentős. Fordított többek közt Carl Gustav Jungtól, Alexander Schmemanntól, Johannes Taulertől és Srí Ramana Maharsitól, továbbá ő ültette át magyar nyelvre René Guénon egyik alapvető művét, a A mennyiség uralma és az idők jeleit is.
Mint szerkesztő általa készült el a magyar tradicionális iskola kiadványait összefoglaló bibliográfia, a Metaphysicum et politicum, valamint a László András filozófus gondolatait összegyűjtő aforizmakötet, a Solum Ipsum.
Buji Ferenc irodalmi munkásságára – a szorosan vett tradicionális szerzőkön túl – nagy hatást gyakorolt még Hamvas Béla szellemisége is. Egy róla szóló tanulmányáért a Vas megyei Életünk folyóirat nívódíjban részesítette. A díjátadásra Kőszegen került sor 2007. május 4-én.

## Bibliográfia

### Saját művei
- Az emberré vált ember. Tanulmányok. Igen Katolikus Kulturális Egyesület, Budapest, 1999; Kairosz, Budapest, 2009
- Magasles. Esszék és reflexiók a tradíció távlatából. Kairosz, Budapest, 2003
- Az elfelejtett evangélium. A názáreti Jézus elveszett tanításai. Kairosz, Budapest, 2006; Kötet, Nyíregyháza, 2018
- Harmonia universalis. Az asztrológia belső rendje. Kairosz, Budapest, 2012
- Tat tvam aszi. Szolipszizmus és tradicionális metafizika. Kötet, Nyíregyháza, 2018
- Trójai faló a tradíció szentélyében. Válasz a Tat tvam aszi. Szolipszizmus és tradicionális metafizika című kötet bírálataira. Nyíregyháza, 2020. E-book
- A rejtőzködő Messiás. Ezotéria és exotéria az evangéliumban. Kötet, Nyíregyháza, 2019, 2025 (bővített kiadás)

### Fordított művei
- René Guénon: A Középpont szimbolizmusa. Kézirat, Nyíregyháza, 1988
- René Guénon: A mennyiség uralma és az idők jelei. A Hagyomány és a Transzcendencia Iskolája, Budapest, 1993; Kvintesszencia, Debrecen, 2006
- A nyílegyenes ösvény. Ramana Maharsi tanításai. Stella Maris, Budapest, 1998 (Németh László Leventével)
- Ananda K. Coomaraswamy: Akimcanna: Önmegsemmisítés. Camelot, Budapest, 2000
- Alexander Schmemann: A világ életéért. Kairosz, Budapest, 2001
- Oltalmazó útmutatás. Srí Ramana Maharsi tanításai. Kötet, Nyíregyháza, 2001, 2012
- Johannes Tauler: A hazatérés útjelzői. Beszédek a misztikus útról. Kairosz, Budapest, 2002 (Révész Mária Magdolnával)
- Al-‘Arabí ad Darqáwí: Az emlékezés rózsakertje. A lélekvezetés szúfí tudománya. Kairosz, Budapest, 2005 (Medve Istvánnal) Filosz, Budapest, 2018
- A halhatatlanság virágfüzére. Részletek a Jóga Vászisthából. Kairosz, Budapest, 2011
- Muruganár: A teljesség óceánja. Kötet, Nyíregyháza, 2024

### Szerkesztett művei
- László András: Genesis/Sursum vivere. Kézirat, Budapest-Nyíregyháza, 1992-1994
- László András: Solum Ipsum. Metafizikai aforizmák. Kötet, Nyíregyháza, 2000, 2025 (bővített kiadás)
- Metaphysicum et politicum. A magyar tradicionális iskola bibliográfiája Archiválva 2016. március 4-i dátummal a Wayback Machine-ben. Centrum Traditionis Metaphysicae, Debrecen, 2008
- Jacob Böhme: Christosophia, avagy a Krisztushoz vezető út. Kairosz, Budapest, 2009
- Veres Zsuzsanna: A Farkas kora. Kairosz, Budapest, 2011

## Díjai
- Életünk-díj (2007)
- A Magyar Érdemrend lovagkeresztje (2015)

## Külső hivatkozások
- Buji Ferenc honlapja
- Rövid bemutatás az íróról
- Olvasóinak és tisztelőinek Facebook-oldala
- Az embernek önmagát a legnehezebb alakítania – beszélgetés Buji Ferenccel
- Recenzió Buji Ferenc Az elfelejtett evangélium című könyvéről (Győrffy Ákos: A hazatérés útjelzői. Új forrás 2008/4.)